# U Čtyřech lip
U Čtyřech lip je skupina památných stromů u cesty k osadě Starý Dvůr u obce Kout na Šumavě. Tři lípy velkolisté (Tilia platyphyllos) a jedna lípa malolistá (Tilia cordata) rostoucí v nadmořské výšce 480 m obklopovaly nedochovaný křížek. Obvody kmenů lip měří 332, 320, 348 a 511 cm, jejich koruny dosahují do 30, 29, 30 a 27 m (měření 2002) a jejich stáří je odhadováno na 200 let. Všechny lípy jsou v dobrém stavu. Chráněny jsou od roku 2002 pro svůj vzrůst, jako krajinná dominanta a součást památky.

## Stromy v okolí
- Bílkovský dub
- Bílkovský javor
- Duby nad rybníkem Bílka
- Dub nad Spáleným rybníkem
- Dub u Váchalovského mlýna †
- Duby v Pekle
- Jasan u Starého Dvora
- Lípa u Krysálů
- Lípa za Bečvárnou †
- Dub v třešnové rovci
- Starodvorské duby
- Zámecká lípa